# Eugenia gacognei
Eugenia gacognei là một loài thực vật có hoa trong Họ Đào kim nương. Loài này được Montrouz. mô tả khoa học đầu tiên năm 1860.